# Wee Wee Monsieur
Wee Wee Monsieur (br.: Não desertem no deserto) é um filme de curta metragem estadunidense de 1938, dirigido por Del Lord. É o 29º de um total de 190 filmes da série com os Três Patetas produzida pela Columbia Pictures entre 1934 e 1959.

## Enredo
Em Paris (localizada "em algum lugar da França", segundo os letreiros iniciais), os Três Patetas são artistas (Moe é escultor, Larry é compositor musical e Curly é pintor). Quando o proprietário aparece para cobrar oito meses de alugueis atrasados, o trio foge e acidentalmente se alista na Legião Estrangeira Francesa, pois a confundiram com a assistencial Legião Americana. Enviados a um posto militar no deserto africano, recebem ordens para serem os guardas do Capitão Gorgonzola. Mas o oficial é raptado pelos nativos e os Patetas, ameaçados de serem fuzilados pelo comandante (Bud Jamison), partem para resgatar o capitão usando um disfarce de Papai Noel. Ao entrarem por uma janela do palácio, o trio encontra os aposentos do harém real. Quando são descobertos, eles se disfarçam de odaliscas com os rostos escondidos por véus e iniciam uma dança junto das outras moças, a mando do Emir. Em seguida, os Patetas desacordam o Emir e o seu guarda e libertam o capitão. Ao fugirem para outra sala, deparam-se com um feroz leão. O animal os persegue mas Curly, rosnando e brigando como um cachorro, leva a melhor e os três colocam o leão para puxarem uma carroça com a qual fogem do palácio.

## Citações
Curly (mostrando pintura de sua autoria que considera uma obra-prima): "Isso poderá valer uma fortuna após a minha morte."
Proprietário: "Eu deveria te matar agora mesmo para descobrir!"